# Lizzy Borden
I Lizzy Borden sono un gruppo musicale heavy metal statunitense, formatosi a Los Angeles nel 1983. Lizzy Borden è inoltre il nome del cantante, leader della band. Il gruppo si ispirò fortemente nell'aspetto e nella musica a Alice Cooper portando avanti un'attitudine shock rock. In questo senso, altre band ispirate a questa particolare corrente furono anche i Twisted Sister o i W.A.S.P..
Il nome d'arte del cantante, e di conseguenza il nome della band, è ispirato dal nome Lizzie Borden, una donna che richiamò scalpore nel XIX secolo per essere stata accusata (ma poi assolta) di vari assassinii, proprio analogamente alla storia del loro ispiratore, Alice Cooper.
La band è anche apparsa nel film documentario The Decline of Western Civilization Part II: The Metal Years.
Il chitarrista Joe Holmes ha anche suonato con David Lee Roth e con Ozzy Osbourne mentre il bassista Marten Andresson con Lynch Mob e Legacy.
La band nel corso degli anni ha subito molti cambiamenti di formazione.
Recentemente il gruppo ha annunciato la riunione col chitarrista Ira Black, assieme al nuovo album seguito da un tour mondiale nel 2007.

## Storia
I Lizzy Borden debuttano nel 1983 con una demo contenente 8 tracce in cassetta. Notati dalla Metal Blade Records, il gruppo partecipò alla compilation "Metal Massacre, Vol. 4" con il brano "Rod of Iron" e seguì l'EP Give 'Em the Axe nel maggio 1984, mentre pubblicano il primo full-length Love You to Pieces nel giugno 1985.
In questo periodo la band, con Borden alla voce, comprendeva i chitarristi Gene Allen e Tony Matuzak, il bassista Mike Davis ed il batterista Joey Scott Harges, fratello minore di Lizzy. Il precedente bassista, Steve Hochheiser, raggiunse la band Dètente.
Love You to Pieces proponeva testi e sonorità molto crude che si rifacevano all'attitudine shock rock di Alice Cooper e Twisted Sister, specialmente in testi come "Flesheater", "Council for the Cauldron", "Warfare", "Psychopath" il brano dedicato a Jack lo Squartatore "Red Rum". L'album venne registrato con una bassa qualità, caratteristica che conserverà anche il successivo.
La band fece un passo in avanti con l'album del 1986 Menace to Society, con il quale riuscirono a entrare nella classifica di Billboard, al numero 195. Un tour nazionale con i Motörhead accrebbe la loro popolarità. Nel 1987 pubblicano l'EP Terror Rising che includeva la reinterpretazione dei Jefferson Airplane "White Rabbit" mentre Betsy Bitch, cantante dei Bitch apparì nel brano "Don't Touch Me There", una reinterpretazione dei The Tubes, ma vi partecipò anche Joey Vera degli Armored Saint nei brani "Catch Your Death" e "Terror Rising".
Il doppio live album The Murderess Metal Roadshow vide un cambiamento di formazione con Alex Nelson che sostituì Matuzak; venne realizzato nell'aprile 1986 e vi fu incluso il brano "Live and Let Die", cover dei Wings. Vennero inoltre aggiunte all'album dal vivo due tracce in studio, "Dead Serious" e "(Wake Up) Time to Die". Venne realizzato poi un video di Murderess Metal Roadshow, girato a Los Angeles.
Il debutto della band in Inghilterra avvenne nel 1987 prima al Marquee Club di Londra, e al Reading Festival che vedeva Alice Cooper come headliner. Allo stesso tempo l'ex-chitarrista Tony Matuzak fondò i New York Rocks.
La band aggiunse il chitarrista Joe Holmes, per l'album successivo Visual Lies prodotto da Max Norman, probabilmente l'album dalle sonorità più morbide e commerciali. I Lizzy Borden riuscirono finalmente a raggiungere una buona qualità in studio, qualità che scarseggiava nei lavori precedenti, e sotto questo punto di vista fu un passo positivo. Visual Lies guadagnò il 146º posto di Billboard e rafforzò la loro popolarità in Europa.
Il chitarrista Gene Allen lasciò poi la band nel 1988 per fondare un nuovo progetto con l'ex-cantante dei Metal Church David Wayne. Più tardi egli contribuì all'album dei Phoenix Down, un progetto dell'ex chitarrista degli Alice Cooper Kane Roberts.
Dal 1989 i Lizzy Borden furono essenzialmente un progetto solista del cantante, che venne abbandonato da tutti i membri, e che riformò una nuova formazione in occasione dell'album Master of Disguise nello stesso '89, prodotto da Alex Woltman e Elliot Solomon. Nella formazione di Borden per l'album figuravano il vecchio batterista Joey Scott-Harges, ma anche il bassista originale Mike Davis, e in aggiunta il bassista degli Armored Saint Joey Vera e l'altro bassista Bryan Perry, l'ex-chitarrista dei Keel e King Kobra David Michael Phillips, Ronnie Jude e il co-produttore Elliott Solomon alle tastiere.
Master Of Disguise guadagnò la posizione più alta nella classifica di Billboard al numero 133. David Michael Phillips, ex chitarrista di Icon, Keel e King Kobra, partecipò solo alle registrazioni e ad una live performance, al Palace di Hollywood, prima di abbandonare. Il tour del 1991 vedeva i Borden assieme ai britannici Tigertailz.
Nei primi anni novanta iniziò l'era del grunge che portò maggiori consensi di pubblico e le case discografiche iniziarono ad interessarsi a questo genere a discapito dell'heavy metal. La band quindi, senza più un contratto discografico, arruolò nel 1992 il bassista svedese Martin Andersson (ex Legacy, Jonas Hansson Band e Takara). Col genere heavy metal che aveva perso presa, Lizzy Borden e Joey Scott-Harges fondarono il progetto Diamond Dogs, con il chitarrista Joe Steals ed il bassista Michael White. Questa band però non pubblicò alcun materiale e non suonò mai dal vivo.

### La Reunion
La band si riunì nel 1999 partecipando al Bang Your Head festival in Germania al fianco di W.A.S.P., Motörhead, Dio e Deep Purple.
Da buona band shock rock, si esibirono in una performance teatrale e sanguinolenta apprezzata dal pubblico. A causa di questa però, il frontman Lizzy Borden venne arrestato all'aeroporto mentre era in partenza per il ritorno negli Stati Uniti, poiché era in possesso di un'ascia sporca di sangue.
Tornarono in studio nel 2000 per pubblicare il loro quinto full-length Deal with the Devil, prodotto da Elliot Solomon. L'album comprendeva la reinterpretazione di Alice Cooper "Generation Landslide" e anche due tracce risalenti agli anni ottanta: "Lovin' You Is Murder" e "We Only Come Out at Night". La versione giapponese conteneva in aggiunta la traccia "We'll Burn The Sky". La formazione della band all'epoca era composta da Borden, il chitarrista Alex Nelson, il bassista Marten Andersson e il veterano Joey Scott alla batteria. Vi parteciparono come esterni anche il bassista degli Armored Saint Joey Vera e Michael Davis al basso.
Seguì un tour negli Stati Uniti nell'aprile del 2001 con il virtuoso Yngwie Malmsteen.
Nel marzo 2003 il bassista Mike Davis raggiunse gli Halford. Venne poi reclutato il chitarrista Joe Steals (che aveva partecipato al progetto di Borden e Scott-Harges nei Diamond Dogs). Nel marzo 2004 Andersson raggiungerà George Lynch per un tour negli USA. Purtroppo il 17 maggio 2004 il chitarrista Alex Nelson perse la vita in un incidente d'auto.

### Starwood
I Lizzy Borden rivoluzionarono completamente la band verso metà 2004 cambiando nome in Starwood, formati dal cantante Lizzy Borden, il chitarrista Joe Steals, il bassista Marten Andersson ed il batterista Joey Scott-Harges. Questa formazione pubblicherà l'album If It Ain't Broke, Break It! per la Metal Blade. Adottarono sonorità più melodiche ed assimiliabili, riprendendo anche dei brani dei Diamond Dogs. Stranamente il sito ufficiale e la relativa biografia non fanno riferimenti ai Lizzy Borden e la loro storia. Nello stesso periodo l'etichetta Archangel Records annuncia le intenzioni di pubblicare un tribute album dei Lizzy Borden.

### Nuova reunion
Attorno al marzo 2006 giungono voci su una nuova riunione alla ricerca di un nuovo chitarrista che sostituisse Alex Nelson. Alcuni giorni dopo Ira Black, (Vicious Rumors, The Sidefex e Heathen), venne arruolato come chitarrista, e la band annunciò un tour statunitense per il maggio dello stesso anno da spalla ai W.A.S.P.
Il nuovo album ha visto la partecipazione del frontman dei Y&T Dave Meniketti ed il chitarrista dei Trivium Corey Beaulieu. Venne in seguito aggiunto il secondo chitarrista Jack Frost, già membro di numerose band come The Seven WIitches, Metalium, Marshall Law, Frstbite, Frost, The Bronx Casket Co., Bird of Prey e Savatage. Il 2 ottobre 2007 viene pubblicato il sesto album in studio dal titolo di Appointment with Death, che vedrà tra i vari ospiti, anche la partecipazione di George Lynch, ex chitarrista dei Dokken e Dave Meniketti, leader dei Y&T.

## Formazione

### Formazione attuale
- Lizzy Borden – voce (1983–1996, 1999-2004, 2006–presente)
- Joey Scott – batteria (1983–1996, 1999-2004, 2006–presente)
- Mårten Andersson – basso (1992–1996, 1999-2004, 2006–presente)
- Ira Black – chitarra (2006–2008, 2014–presente)

### Ex componenti
- Gene Allen – chitarra (1983–1988)
- Tony Matuzak – chitarra (1983–1985)
- Steve Hochheiser – bass (1983)
- Michael Davis – basso (1983–1988)
- Alex Nelson – chitarra (1985-1987, 1999-2004; morto nel 2004)
- Joe Holmes – chitarra (1987–1988)
- Brian Perry – basso (1989–1992)
- David Philips – chitarra (1989-1996)
- Corey James Daum – chitarra (1989–1996; morto nel 2009)
- Ronnie Jude – chitarra (1989)
- Chris Sanders – chitarra (2009)
- Dario Lorina – chitarra (2010–2014)
- AC Alexander – chitarra (2010–2014)

## Discografia

### Album in studio
- 1985 – Love You to Pieces
- 1986 – Menace to Society
- 1987 – Visual Lies
- 1989 – Master of Disguise
- 2000 – Deal with the Devil
- 2007 – Appointment with Death
- 2018 – My Midnight Things

### EP
- 1984 – Give 'Em the Axe
- 1987 – Terror Rising

### Album dal vivo
- 1986 – The Murderess Metal Roadshow

### Raccolte
- 1994 – The Best of Lizzy Borden